# Bolbitis hekouensis
Bolbitis hekouensis är en träjonväxtart som beskrevs av Ren-Chang Ching. Bolbitis hekouensis ingår i släktet Bolbitis och familjen Dryopteridaceae. Inga underarter finns listade.